# António Bento Martins Júnior

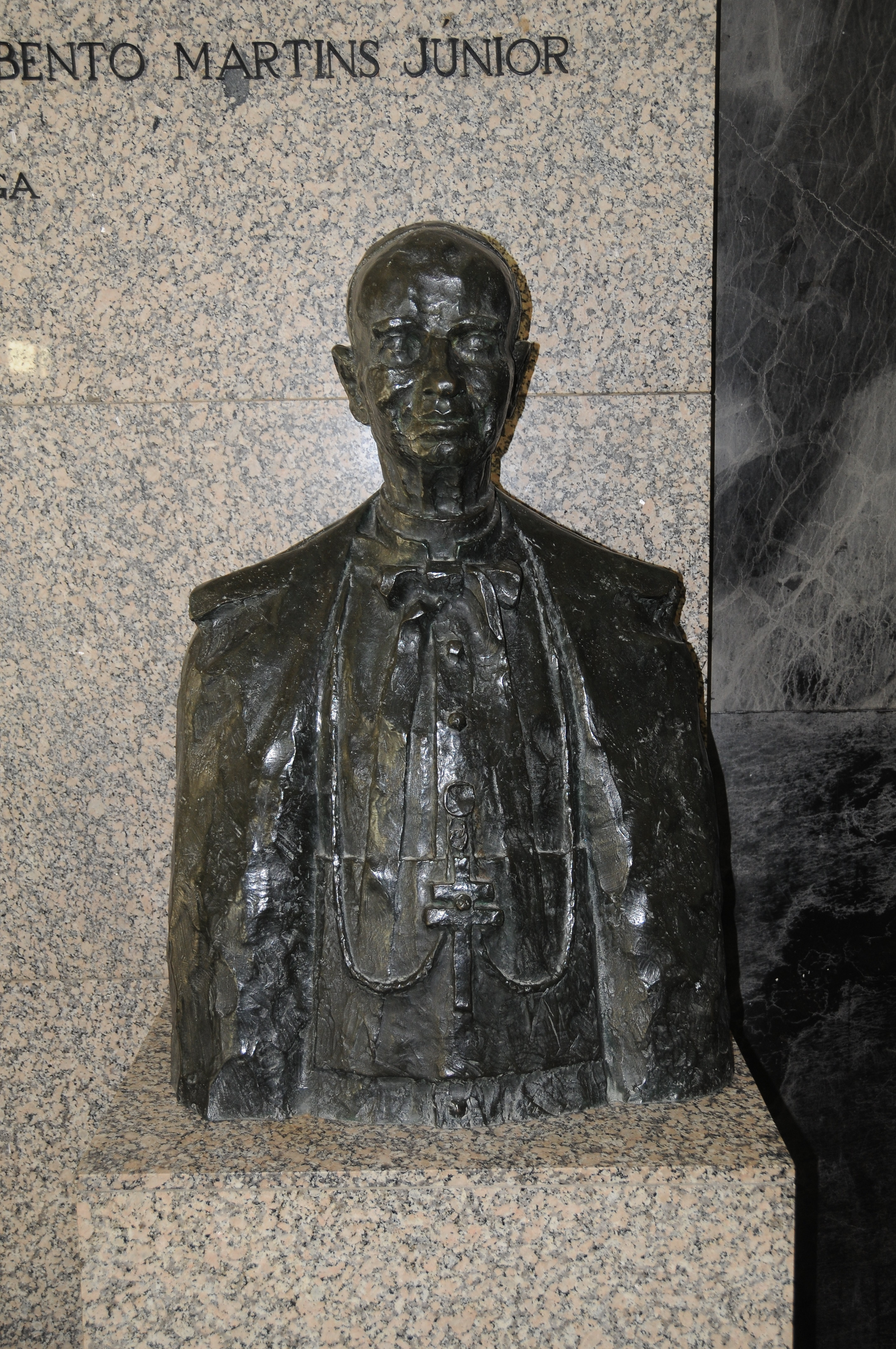
Büste von António Bento Martins Júnior

António Bento Martins Júnior (* 5. Mai 1881 in Arcos, Vila do Conde; † 19. August 1963 in Braga) war ein portugiesischer römisch-katholischer Bischof.
Martins empfing am 25. Oktober 1903 das Sakrament der Priesterweihe. Er war von 15. August 1928 bis 14. Juli 1932 Bischof von Bragança-Miranda. Am 14. Juli 1932 wurde er zunächst zum Koadjutorerzbischof von Braga und Titularerzbischof von Oxyrynchus ernannt. Nach dem Tod von Manuel Vieira de Matos folgte er ihm im Amt des Erzbischofs von Braga. Er blieb es bis zu seinem Tod im August 1963.